# CMLL Leyendas Mexicanas
CMLL Leyendas Mexicanas es un evento anual producido por la empresa de lucha libre profesional Consejo Mundial de Lucha Libre. A partir de 2017, CMLL ha realizado espectáculos especialmente temáticos para celebrar la historia de la lucha libre mexicana y presenta una serie de leyendas de lucha libre invitadas a luchar por CMLL para los eventos. 
Se han promovido un total de dos eventos con ese nombre, y un tercero está programado para el 6 de diciembre de 2019, y todos se llevarán a cabo en ediciones especiales de los viernes de CMLL en la Arena México.
Rayo de Jalisco Jr., Villano IV, Canek y Máscara Año 2000 han trabajado el evento principal de todos los espectáculos de Leyendas Mexicanas hasta el momento. En contraste, Los Diabólicos (El Gallego, Rocky Santana y Romano García) han trabajado en las primeras luchas de los tres eventos, dos veces contra Trio Fantasia (Super Muñeco, Super Pinocho y Super Ratón) y una vez contra Super Muñeco, Ricky Boy y Skayde El Solar, Super Astro, Mano Negra y Fuerza Guerrera también han trabajado los tres eventos, aunque no en el evento principal.

## Fechas y lugares
| Evento                    | Fecha                   | Lugar                                                                                 | Estadio      | Evento principal                                                                     | Ref.  |
| ------------------------- | ----------------------- | ------------------------------------------------------------------------------------- | ------------ | ------------------------------------------------------------------------------------ | ----- |
| Leyendas Mexicanas (2017) | 17 de noviembre de 2017 | Ciudad de México                                                                      | Arena México | Dos Caras, Rayo de Jalisco Jr. y Villano IV vs. Canek, Cien Caras y Máscara Año 2000 | [ 1 ] |
| Leyendas Mexicanas (2018) | 30 de noviembre de 2018 | Atlantis, Blue Panther y Rayo de Jalisco Jr. vs. Canek, Máscara Año 2000 y Villano IV | [ 2 ] [ 3 ]  |                                                                                      |       |
| Leyendas Mexicanas (2019) | 6 de diciembre de 2019  | TBA                                                                                   | [ 4 ]        |                                                                                      |       |

## Resultados

### 2017
Leyendas Mexicanas 2017 tuvo lugar el 17 de noviembre de 2017 desde la Arena México en Ciudad de México.
- El Trío Fantasía (Super Muñeco, Super Pinocho & Super Raton) derrotaron a Los Diabólicos (El Gallego, Rocky Santana & Romano Garcia).
- Los Divino Laguneros (Blue Panther Jr. & The Panther) y Guerrero Maya Jr. derrotaron a El Sagrado, Hechicero y Misterioso Jr.
- El Solar & Súper Astro y Black Terry & Virus terminaron sin resultado.
- El Satanico, Fuerza Guerrera y Negro Casas derrotaron a Blue Panther, Mano Negra y Octagón.
- La Familia Muñoz (Dragon Lee & Rush) y Volador Jr. derrotaron a Los Guerreros Laguneros (Euforia, Gran Guerrero & Último Guerrero).
- Dos Caras, Rayo de Jalisco Jr. y Villano IV derrotaron a Canek, Cien Caras y Máscara Año 2000 por descalificación.

### 2018
Leyendas Mexicanas 2018 tuvo lugar el 30 de noviembre de 2018 desde la Arena México en Ciudad de México.
- El Trío Fantasía (Super Muñeco, Super Pinocho & Super Raton) derrotaron a Los Diabólicos (El Gallego, Rocky Santana & Romano Garcia).
- Gallito, Guapito y Microman derrotaron a Chamuel, Mije y Zacarias el Perico.
- Nueva Generación Dinamita (El Cuatrero, Forastero & Sansón) derrotaron a Los Ingobernables (El Terrible & Rush) y Bárbaro Cavernario.
- El Felino, El Solar y Mano Negra derrotaron a Fuerza Guerrera, Jerry Estrada y Negro Navarro.
- Los Guerreros Laguneros (Euforia, Gran Guerrero & Último Guerrero) derrotaron a El Sky Team (Místico & Volador Jr.) y Carístico y retuvieron el Campeonato Mundial de Tríos del CMLL.
- Atlantis, Blue Panther y Rayo de Jalisco Jr. derrotaron a Canek, Máscara Año 2000 y Villano IV.

### 2019
Leyendas Mexicanas 2019 tendrá lugar el 6 de diciembre de 2019 desde la Arena México en Ciudad de México.
- Los Diabólicos (El Gallego, Rocky Santana & Romano Garcia) vs. Super Muñeco, Ricky Boy y Skayde.
- Atlantis Jr., Audaz y Star Jr. vs. El Sagrado, Misterioso Jr. y Tiger.
- Blue Panther, Negro Casas y Virus vs. Mano Negra, Negro Navarro y Super Astro.
- El Solar vs. El Satánico.
- Carístico, Volador Jr. y Valiente vs. Nueva Generación Dinamita (El Cuatrero, Forastero & Sansón).
- Rayo de Jalisco Jr., Tinieblas Jr. y Villano IV vs. Canek, Fuerza Guerrera y Máscara Año 2000.